# Trigana Air Service-vlucht 168
Op 11 februari 2010 maakte Trigana Air Service-vlucht 168 een noodlanding in een rijstveld. Het was een passagiersvlucht van Berau Airport, Indonesië naar Temindung Airport, Indonesië.
Het vliegtuig, een ATR 42-300F van de Indonesische maatschappij Trigana Air Service, stortte neer op 11 februari 2010 om 11:40 uur lokale tijd. Het vliegtuig met registratienummer PK-YRP stortte neer in een rijstveld nadat beide motoren waren uitgevallen. Nadat de eerste motor was uitgeschakeld werd besloten om uit te wijken naar Sepinggan International Airport. Vervolgens viel ook de tweede motor uit waarna op zo'n 33 km afstand van Sepinggan International Airport een noodlanding werd gemaakt in een rijstveld. Er waren twee gewonden bij het ongeval.